# تاماس ناغي (لاعب كرة قدم مجري)
تاماس ناغي (بالمجرية: Nagy Tamás)‏ (30 يوليو 1987 ببودابست في المجر - ) هو لاعب كرة قدم مجري في مركز الوسط. لعب مع دوناكانيار-فاك ونادي ديوسجوري ونادي فاساس وKaposvölgye VSC ‏ وPápai FC ‏ وDingley Stars FC ‏ ونادي سيوفوك ‏ وRákospalotai EAC ‏.

## وصلات خارجية
- تاماس ناجي على موقع اتحاد المجر (الهنغارية)
- تاماس ناجي على موقع قاعدة بيانات كرة القدم.إي يو (الإنجليزية)
- تاماس ناجي على موقع Soccerway.com (الإنجليزية)